# Juan de Toledo (arzobispo)
Juan fue un religioso mozárabe, arzobispo de Toledo aproximadamente entre 892 y 926, durante el período de dominio musulmán de la península ibérica.
Juan es el nombre que coinciden en mencionar los catálogos episcopales de Toledo. Según el Códex Emilianense sucedió a Bonito, con un mandato que duraría entre 892 y 956, si bien Flórez afirma que finalizó en 926. Poco se conoce de este arzobispo más allá de su nombre, según Flórez, y muchas de las tesis que se han realizado sobre su figura han resultado erróneas o simples especulaciones. Se afirmó que después de él no hubo sucesores en la sede de Toledo y que la religión cristiana había decaído en la ciudad, al tiempo que se aseguraba que los musulmanes no permitieron el nombramiento de arzobispos. Sin embargo, la historia posterior ha desmentido esta interpretación, en opinión de Flórez y otros autores, por la consagración de Pascual como arzobispo antes de la conquista de la ciudad por las tropas cristianas, lo que demostraría la continuidad del cargo después de Juan.